# Guaymate
Guaymate é um município da República Dominicana pertencente à província de La Romana.
Sua população estimada em 2012 era de 26 133 habitantes.